# Klaus Kinigadner
Klaus Kinigadner (28 febbraio 1964) è un pilota motociclistico austriaco ritiratosi dall'attività agonistica nel 2005.
Ex-crossista, Kinigadner fu uno dei primi veri superider moderni. Partecipò ai campionati europeo e mondiale come pilota ufficiale KTM.
Ritiratosi dalle corse a livello professionistico nel 2005, è poi stato team manager KTM in supermoto prima del ritiro della casa a livello ufficiale.
Negli anni successivi ha comunque continuato a collaborare con KTM, oltre a gestire una scuola di Supermotard ed Enduro insieme a Gilles Salvador.

## Palmarès
- 1998: 2º posto Extreme Supermotard di Bologna (su KTM)
- 1999: 2º posto Campionato Tedesco Supermoto (su KTM)
- 1999: 11º posto Campionato Francese Supermoto classe Prestige (su KTM)
- 1999: 9º posto Campionato Europeo Supermoto (su KTM)
- 1999: 2º posto Extreme Supermotard di Bologna (su KTM)
- 2000: 2º posto Campionato Tedesco Supermoto (su KTM)
- 2000: 2º posto Campionato Francese Supermoto classe Prestige (su KTM)
- 2000: 5º posto Campionato Europeo Supermoto (su KTM)[2]
- 2001: 2º posto Campionato Tedesco Supermoto (su KTM)
- 2001: 7º posto Campionato Francese Supermoto classe Prestige (su KTM)
- 2001: 6º posto Campionato Europeo Supermoto (su KTM)
- 2001: 2º posto Superbikers di Mettet (su KTM)
- 2002: 3º posto Campionato Tedesco Supermoto (su KTM)
- 2002: 21º posto Campionato Francese Supermoto classe Prestige (su KTM)
- 2002: 6º posto Campionato Europeo Supermoto (su KTM)
- 2002: 3º posto Campionato del Mondo Supermoto (su KTM)
- 2003: 14º posto Campionato del Mondo Supermoto (su KTM)
- 2003: 7º posto Extreme Supermotard di Bologna (su KTM)
- 2004: 20º posto Campionato Tedesco Supermoto classe Open (2 gare su 6) (su KTM)